# 木兰县
木兰县在中国黑龙江省中部偏南、松花江北岸，是哈尔滨市下辖的一个县。“木兰”之名是由县境内的木兰达河而得名；“木兰达”为蒙古语，即“牧马场”或“围场”的意思。

## 行政区划
下辖6个镇、2个乡：
木兰镇、东兴镇、大贵镇、利东镇、柳河镇、新民镇、建国乡和吉兴乡。

## 人口民族
截至2020年11月1日零時，木蘭縣常住人口為176245人。有滿、蒙、回、鮮等10個少數民族。